# Heinz Fiorese
Heinz Marco Fiorese (* 31. August 1913 in Frankfurt am Main; † 12. Juni 1992 in Basel) war ein Schweizer Bildhauer, Maler und Grafiker.

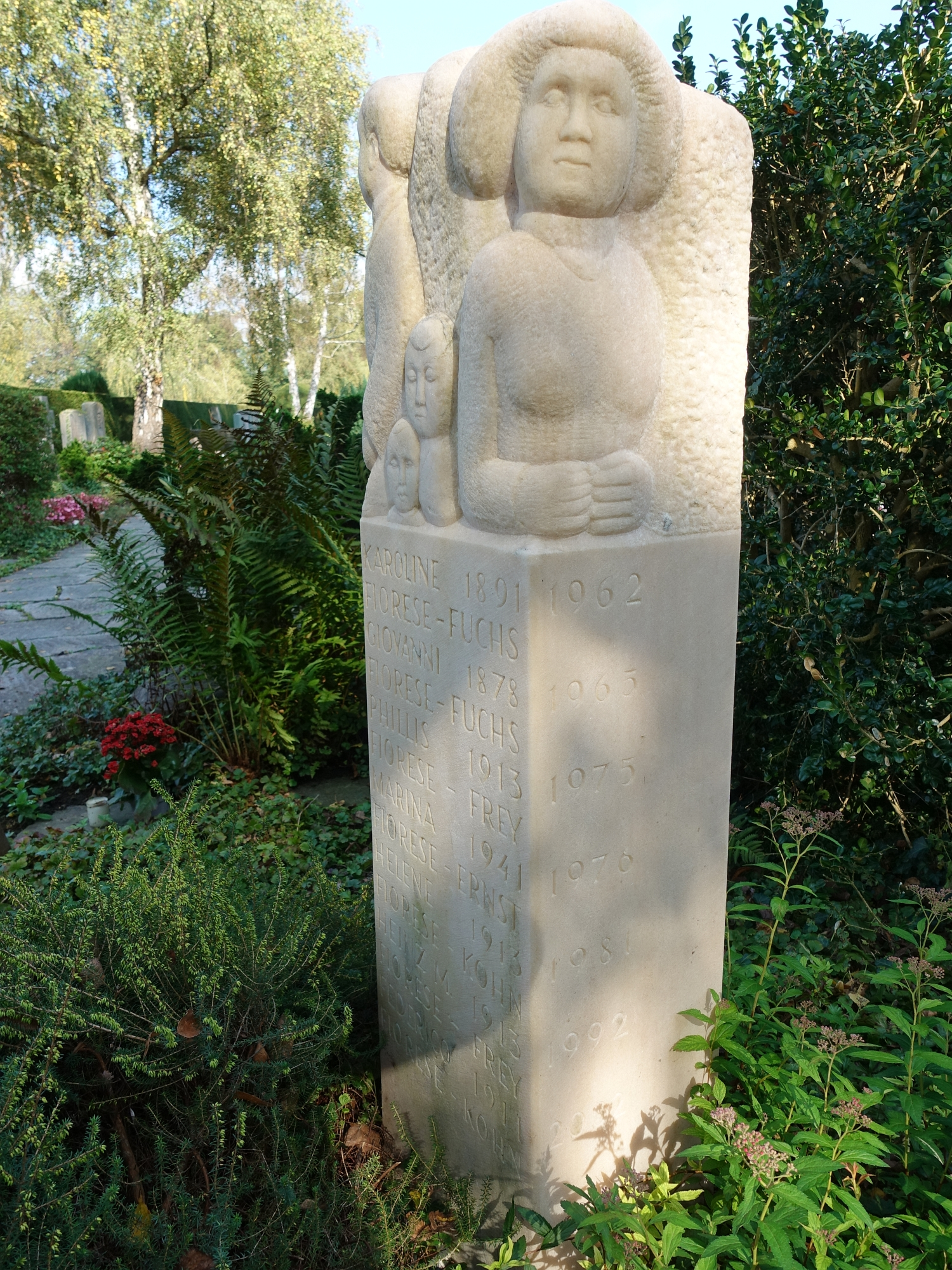
Grab, Friedhof am Hörnli

## Werk
Fiorese war ein Schüler von Jakob Probst. Neben Plastiken und Grafiken schuf er auch Mosaike und Wandbilder. Er war Mitglied der Sektion Basel der GSMBA. Einige seiner Werke gingen aus den Wettbewerben des Kunstkredits Basel-Stadt als Sieger hervor. Zudem schuf er mit dem Maler Ernst Wolf Künstlerlarven für die Basler Fasnacht. 
Fiorese fand seine letzte Ruhestätte auf dem Friedhof am Hörnli.

## Werkauswahl

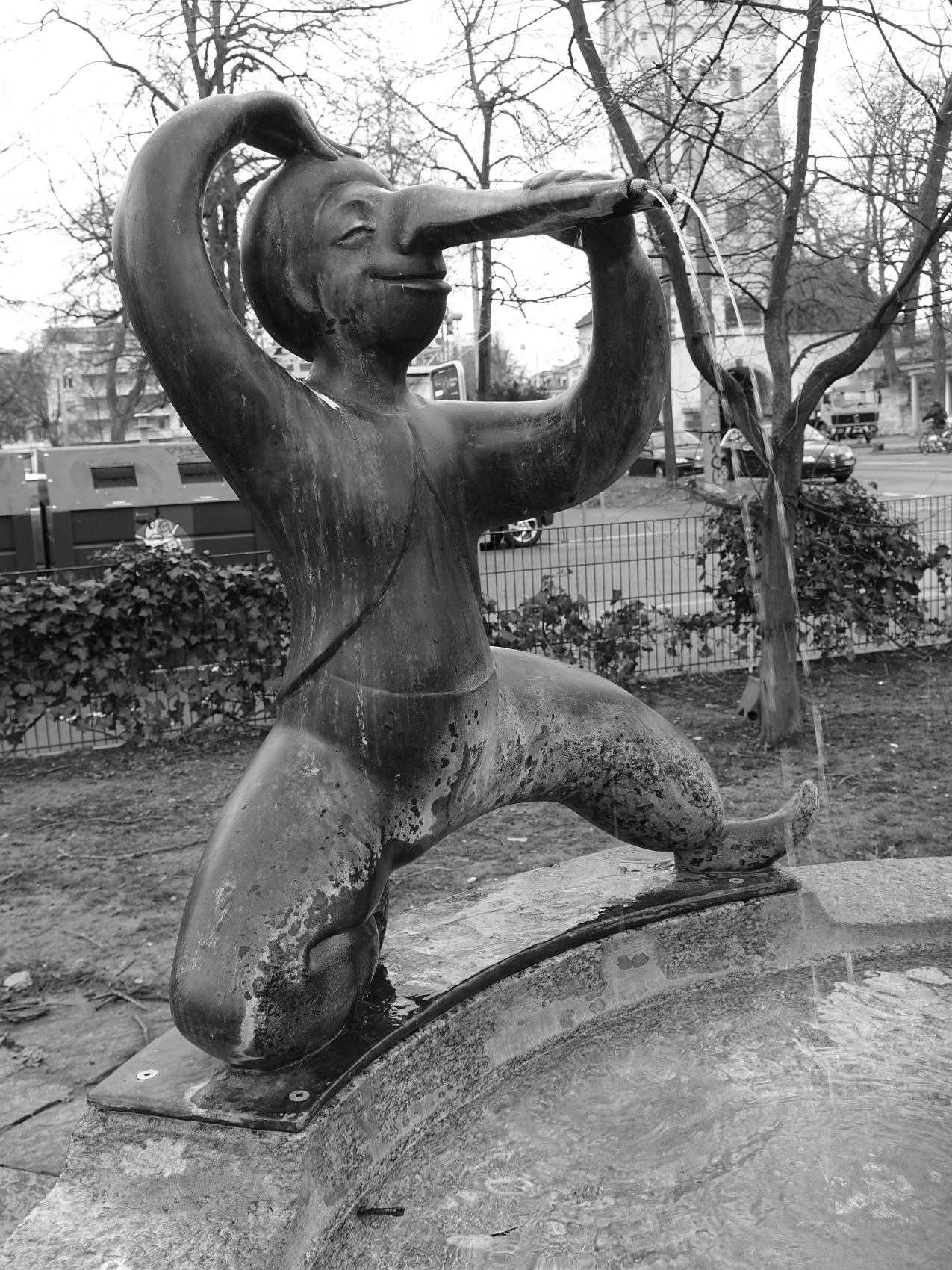
1949: Zwerg-Nase-Brunnen, St. Johanns-Platz, Basel
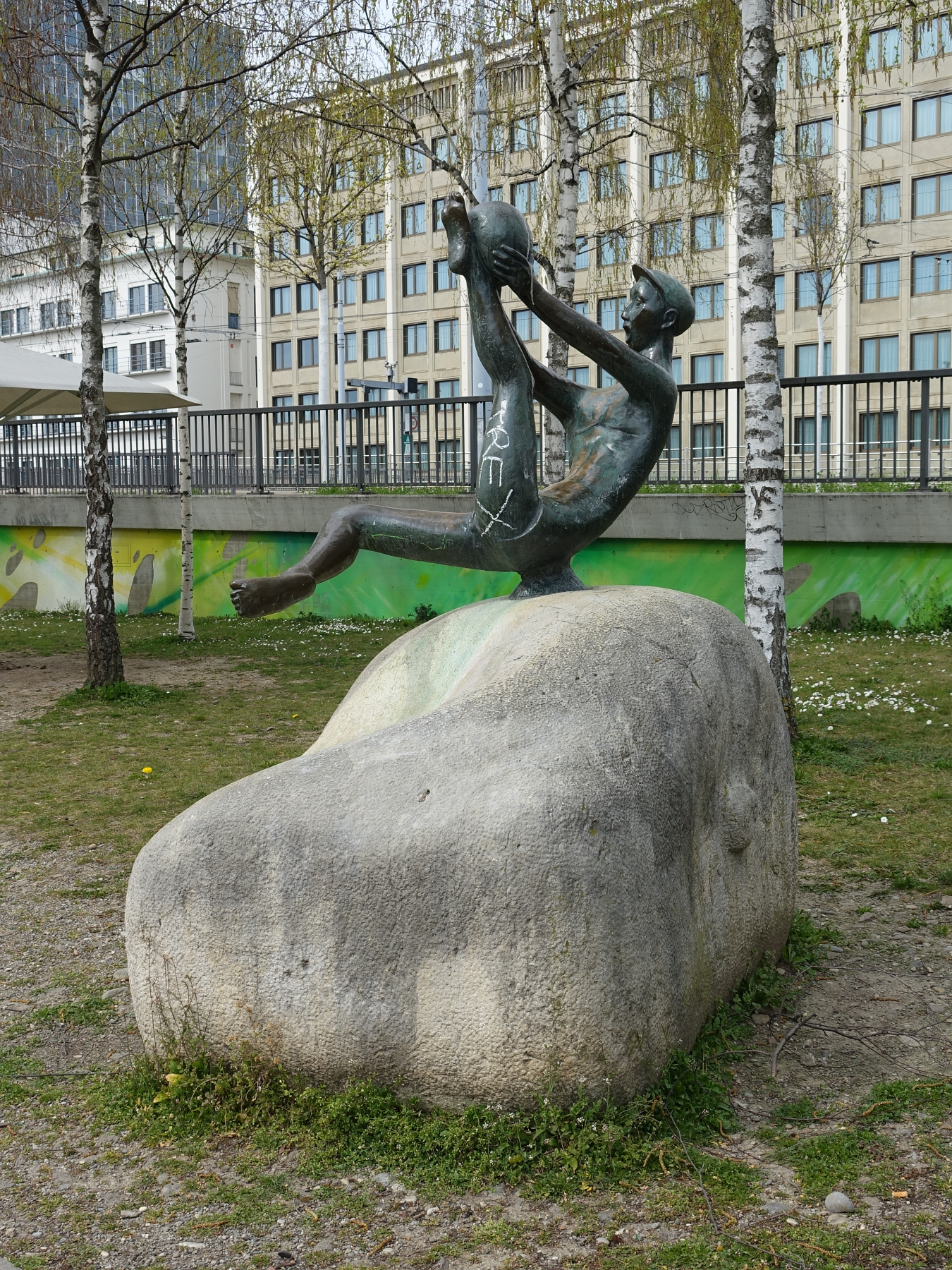
1951: Fussballspieler, Dreirosenanlage, Basel
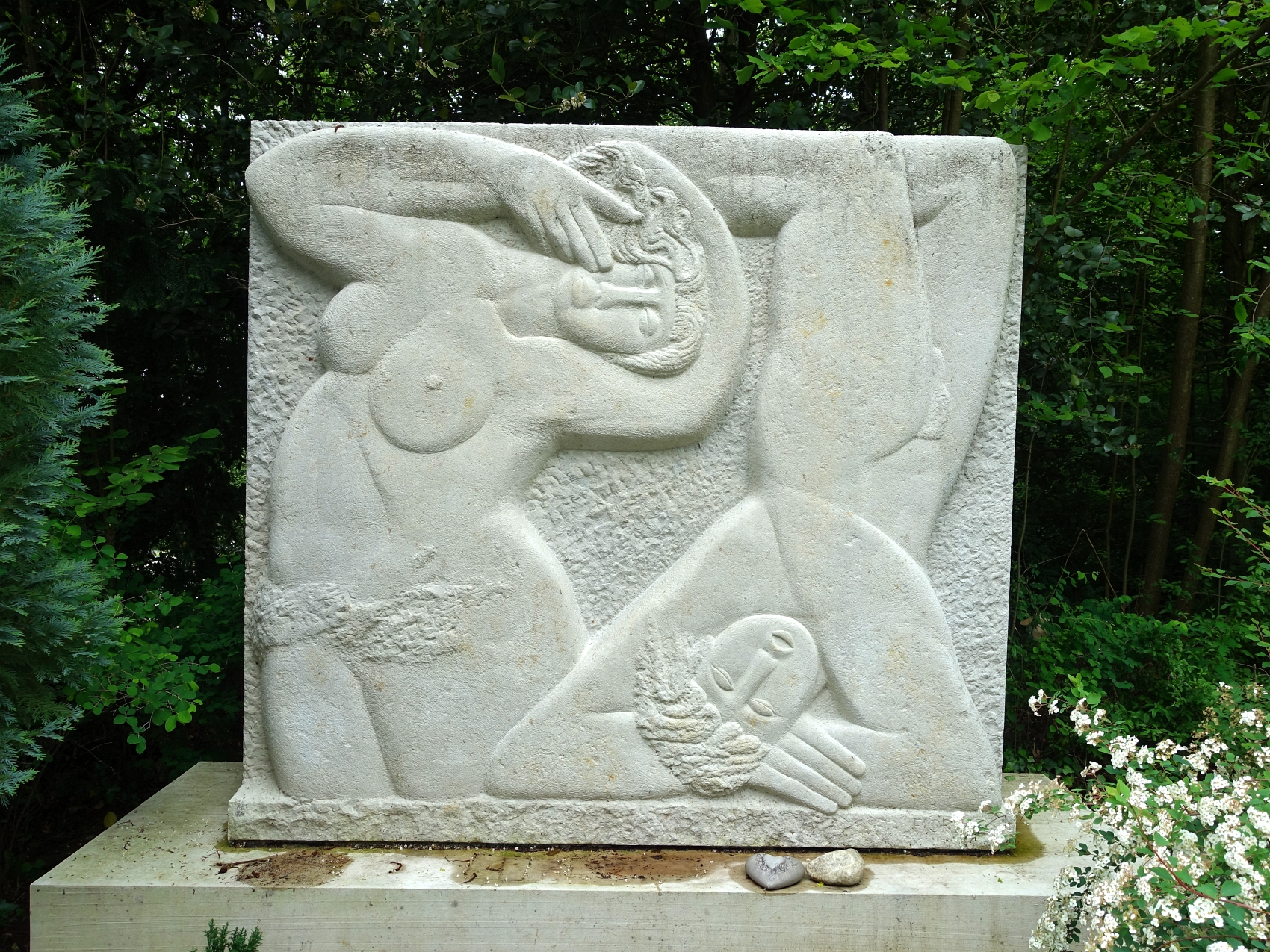
Grab Relief, Friedhof am Hörnli, Basel
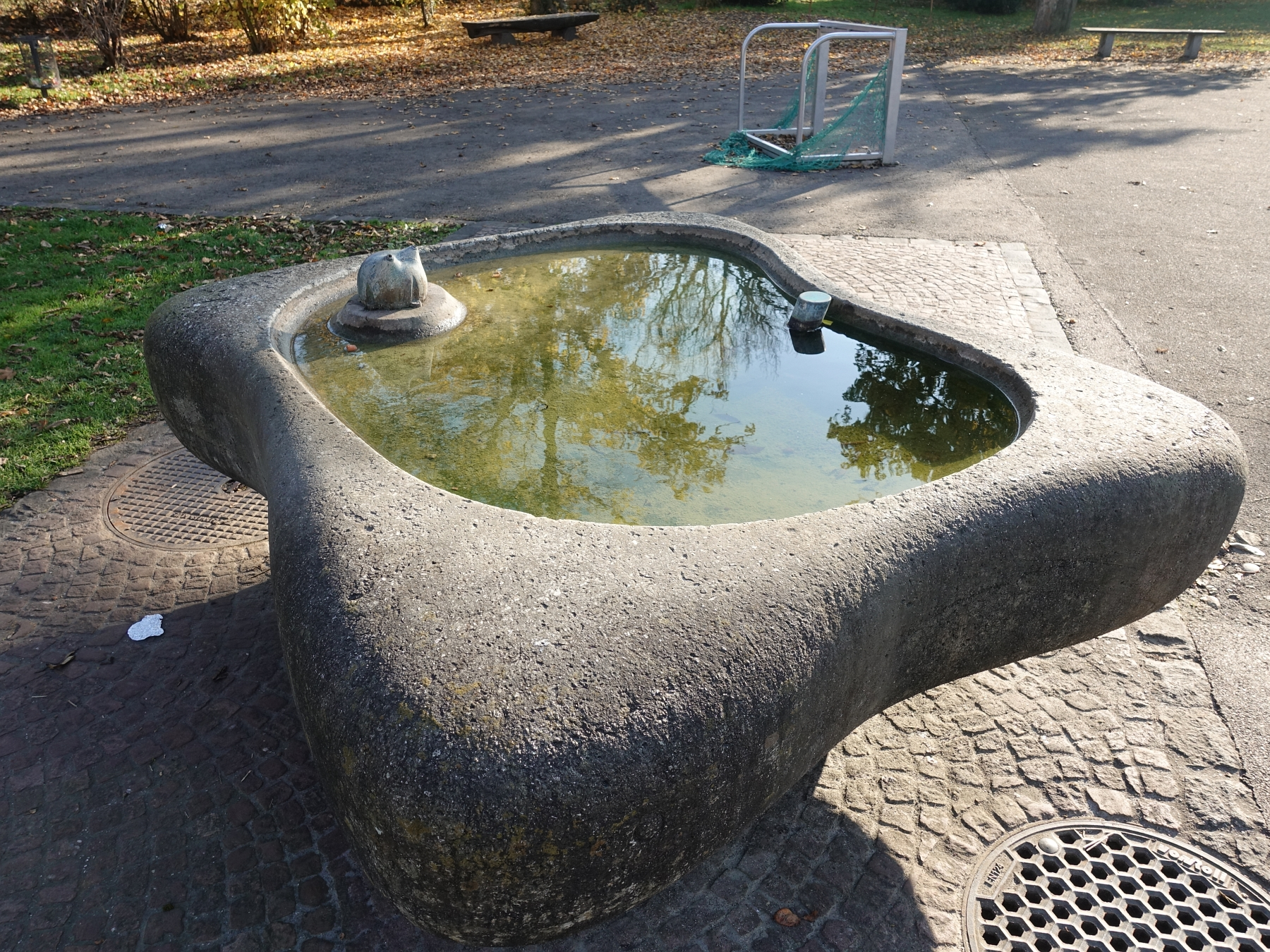
Brunnen, 1954, Niederholz Schulhaus, Riehen
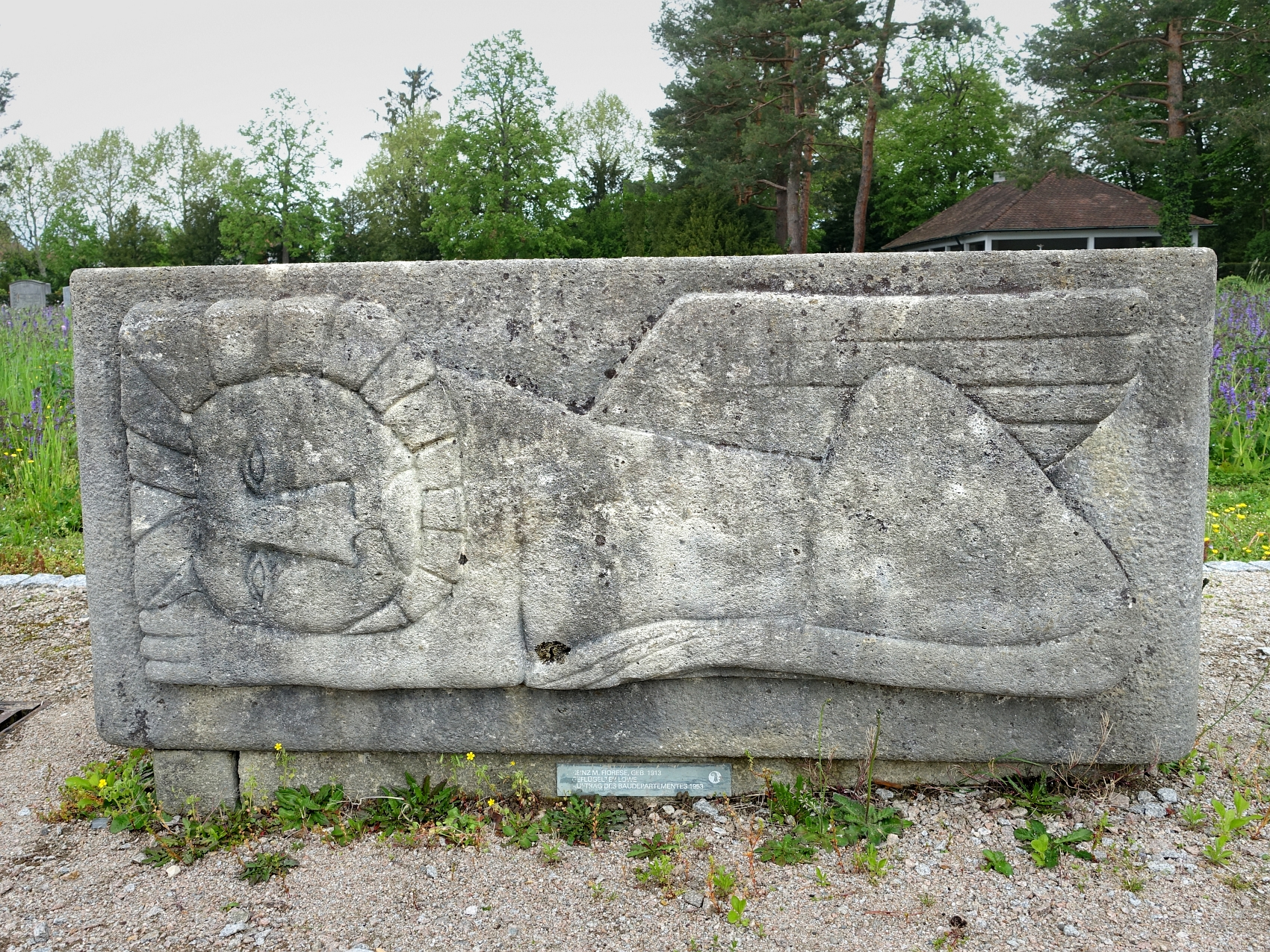
Geflügelter Löwe, 1954, Friedhof am Hörnli
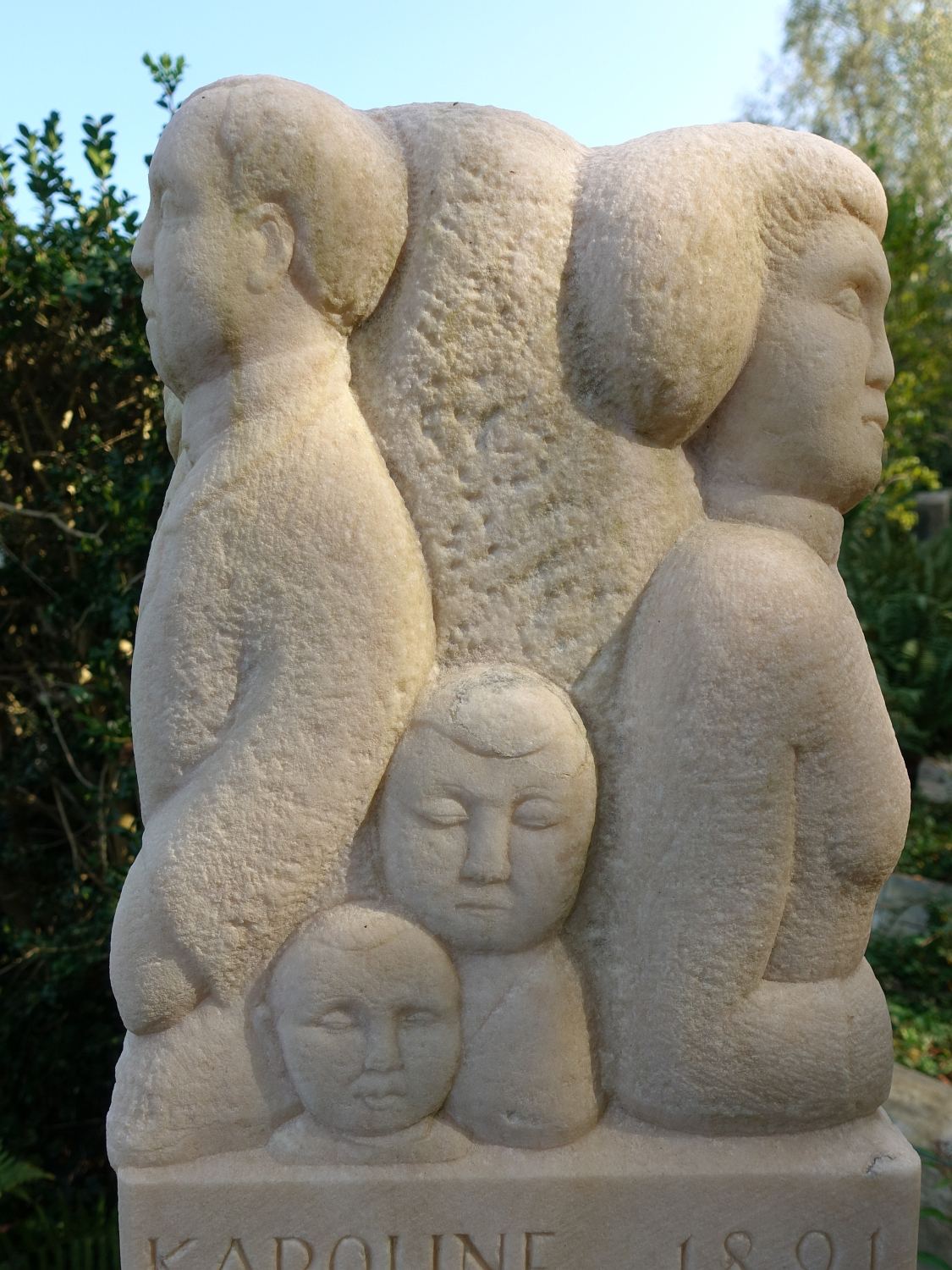
Grabsteinplastik, Friedhof am Hörnli

- 1957: Brunnen aus Mägenwiler Muschelkalk, Schulhaus Hirzbrunnen, Basel

## Ausstellungen
- 1945: GSMBA Basel, Kunsthaus Zürich
- 1950: Weihnachtsausstellung, Kunsthalle Basel
- 1954: Schweizer Plastiken, Biel